# Шалаш

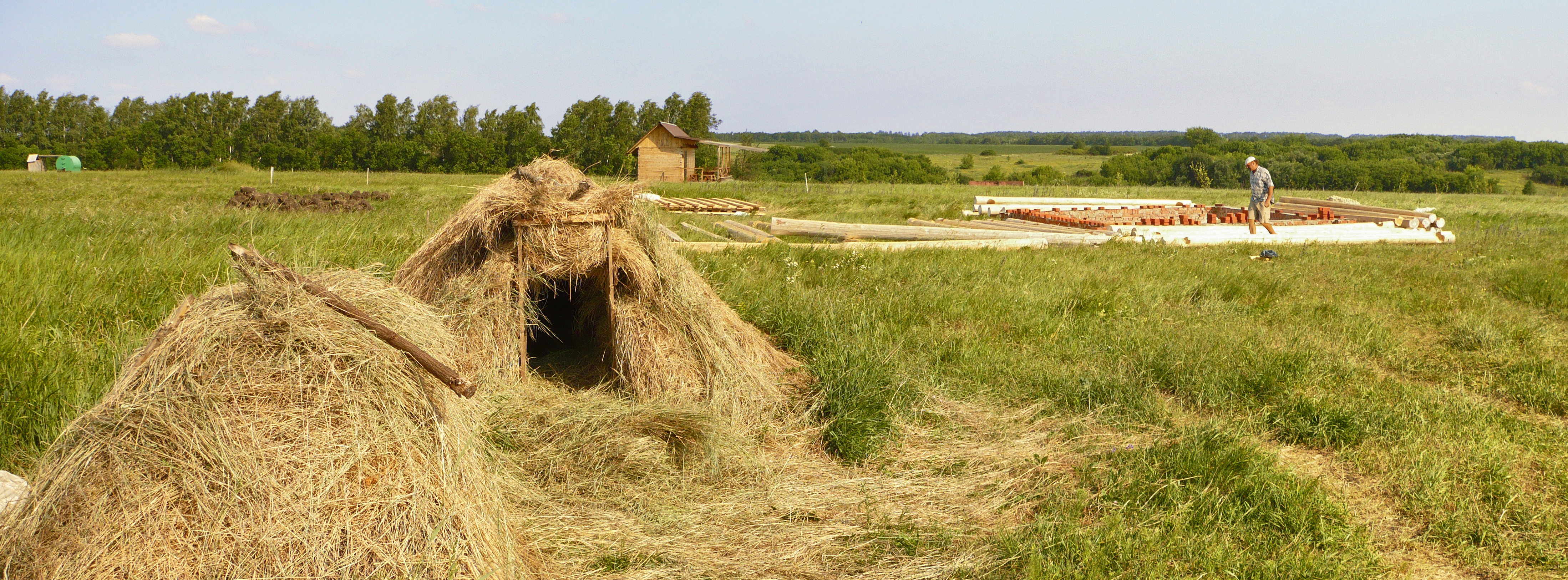
Шалаш из сена (курень). Белгородская область. 2009 г.

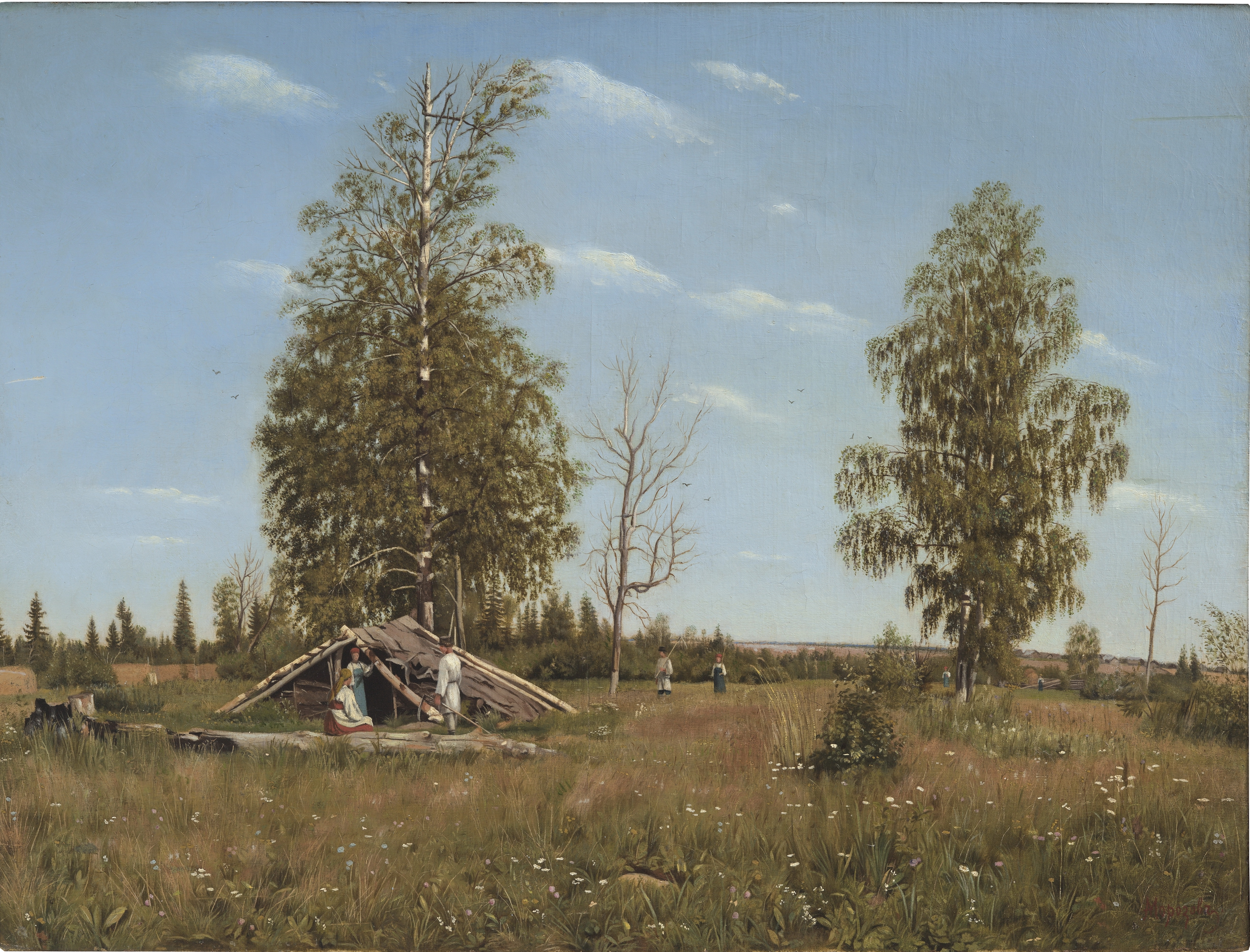
А. И. Морозов. Отдых на сенокосе, 1860 г.

Шала́ш (от тур. sаlаš — палатка) — простейшее лёгкое укрытие, представляет собой сооружение, изготовленное по технологиям плетения из жердей и палок, покрытых ветками, дёрном, травой и т. п., защищающее от ветра, зноя, холода и осадков. Являлся первым строившимся примитивным убежищем, защищавшим человека от непогоды. Нечто похожее создают некоторые животные, в частности, человекообразные обезьяны шимпанзе.

## Устройство
Многие народы, кроме более обустроенных и больших жилищ, во многих случаях использовали шалаши. Так у эвенков, кроме конусного чума дю, имеется куполообразный шалаш марма, устанавливаемый для ночёвки в дороге; отог — из травы и корья; утэн или утэн калтака̄н — из жердей.
Для постройки простейшего шалаша не требуется инструментов и специальных материалов. Каркас из палок и веток, воткнутый в землю или прислонённый к дереву, камню, колу сверху покрывается тем, что есть под рукой: травой, опавшей листвой, сеном, соломой, ветками с листвой, срезанным дёрном, корой, шкурами животных, снегом, обломками льда, а в современных условиях — полиэтиленовой плёнкой, брезентом, тканью. Крыша, в большинстве случаев, устраивается покатой, одновременно являясь и стеной сооружения.
Шалаши бывают круглые (конусные или куполообразные), прямоугольные и квадратные (двускатные, четырёхскатные). Для зимнего времени наиболее пригодны конусные с горловиной, так как в них можно разводить костры, и они обеспечивают равный обогрев большому количеству людей, расположенных вокруг костра или печи-времянки. Шалаши лучше, чем заслоны и навесы, защищают от непогоды, дают больше удобств для отдыха и возводятся на стоянках длительностью около суток и более.
При наличии навыков, материала и инструментов на постройку утепленного шалаша на 10-20 человек уходит 3-4 часа. Упрощённый (летний) вариант строится и в более короткие сроки. Основным достоинством является быстрота постройки и низкие трудозатраты (особенно по сравнению с землянкой) при сооружении, уступая в этом только палатке.
В настоящее время иногда используется туристами, а также на сенокосах и рыбалке.
Дальнейшим развитием стали переносные разборные шалаши у кочевых народов (яранги, типи и т. п) которые используются и по настоящее время (их главное достоинство быстрота установки и разборки, легкая ремонтопригодность доступными материалами). Современным шалашом можно, пожалуй, назвать и палатку.

## Постройка
В первую очередь нужно выбрать место, оно не должно продуваться ветрами и быть сырым. Весьма желательно, чтобы присутствовало естественное укрытие от ветра. Совсем не лишне, чтобы рядом был источник воды и дров. В холодное время желательно пол чем-нибудь застелить или сделать лежанку, чтобы было удобно и тепло лежать, (жердями, брёвнышками), а потом его застелить собранной травой, листьями или ветками, лапником.
Навес с односкатной крышей
В большинстве случаев вырезают два кола по около 1,5 м длиной, толщиной 5-10 см, и вбивают их на расстоянии 2-2,5 м друг от друга. Желательно на верхушке кольев чтобы были рогульки или ответвления. Можно использовать два дерева, стоящие друг от друга на расстоянии 2-3 метров. Вместо конька на колья кладут и закрепляют жердь. С одной стороны под углом в 45-60 градусов к несущей жерди прикрепляют (закрепляют их с помощью гибких ветвей, коры или веревок) более короткие ветки или жерди, другой конец которых упирают в землю. На жерди-стропила опирающиеся на конёк укладывают 3-4 жерди параллельно земле и тоже укрепляют тем что есть под руками: веревками, проволокой или ветвями, корой. Затем, начиная снизу, как черепицу, укладывают лапник, ветки, камыш или кору так, чтобы каждый последующий слой прикрывал предыдущий. Внутри шалаша делают подстилку из сухой травы или лапника. С открытой стороны на небольшом удалении для обогрева можно зажечь костер.
Двускатный шалаш

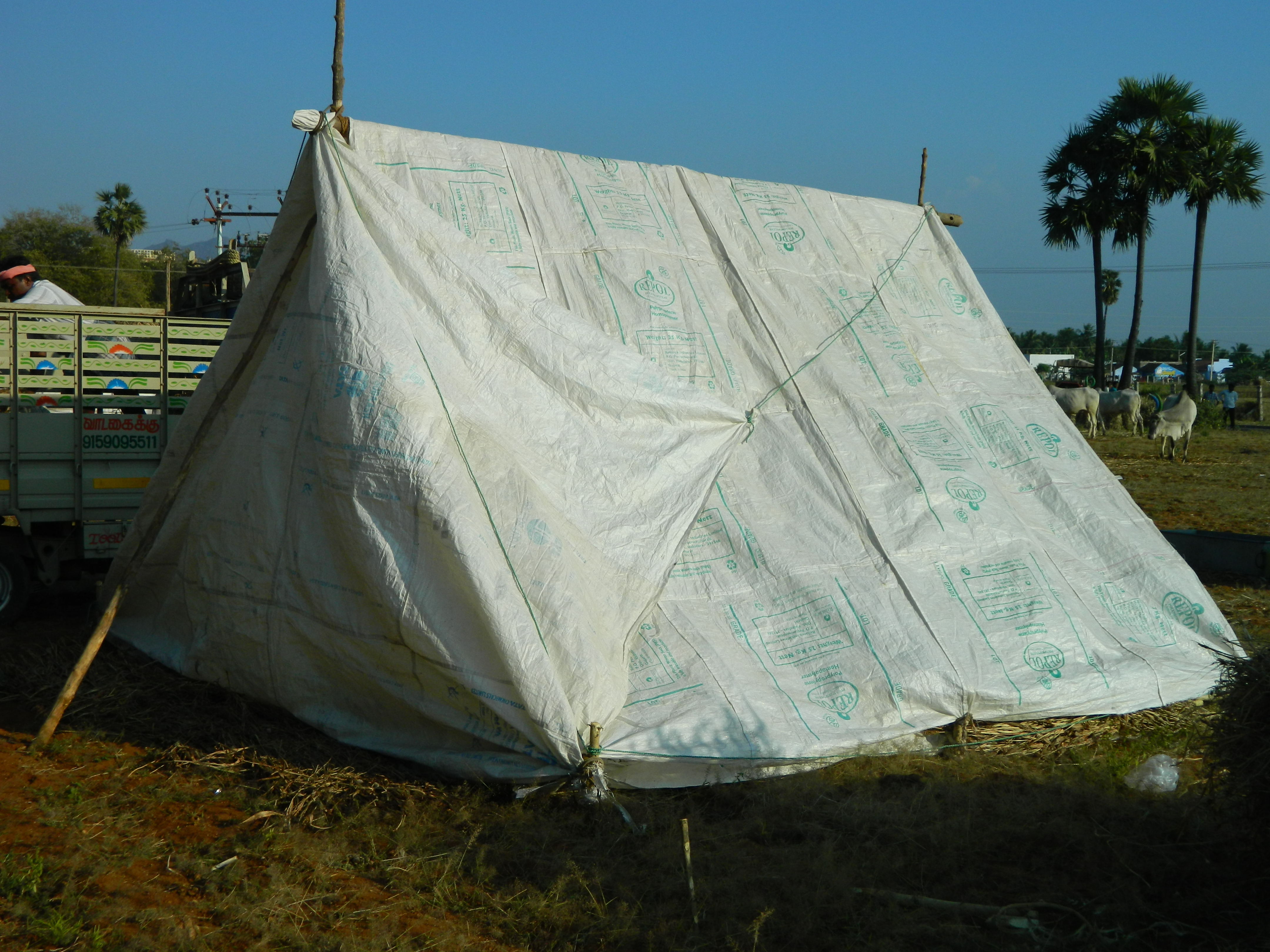
Двускатный шалаш, покрытый плёнкой

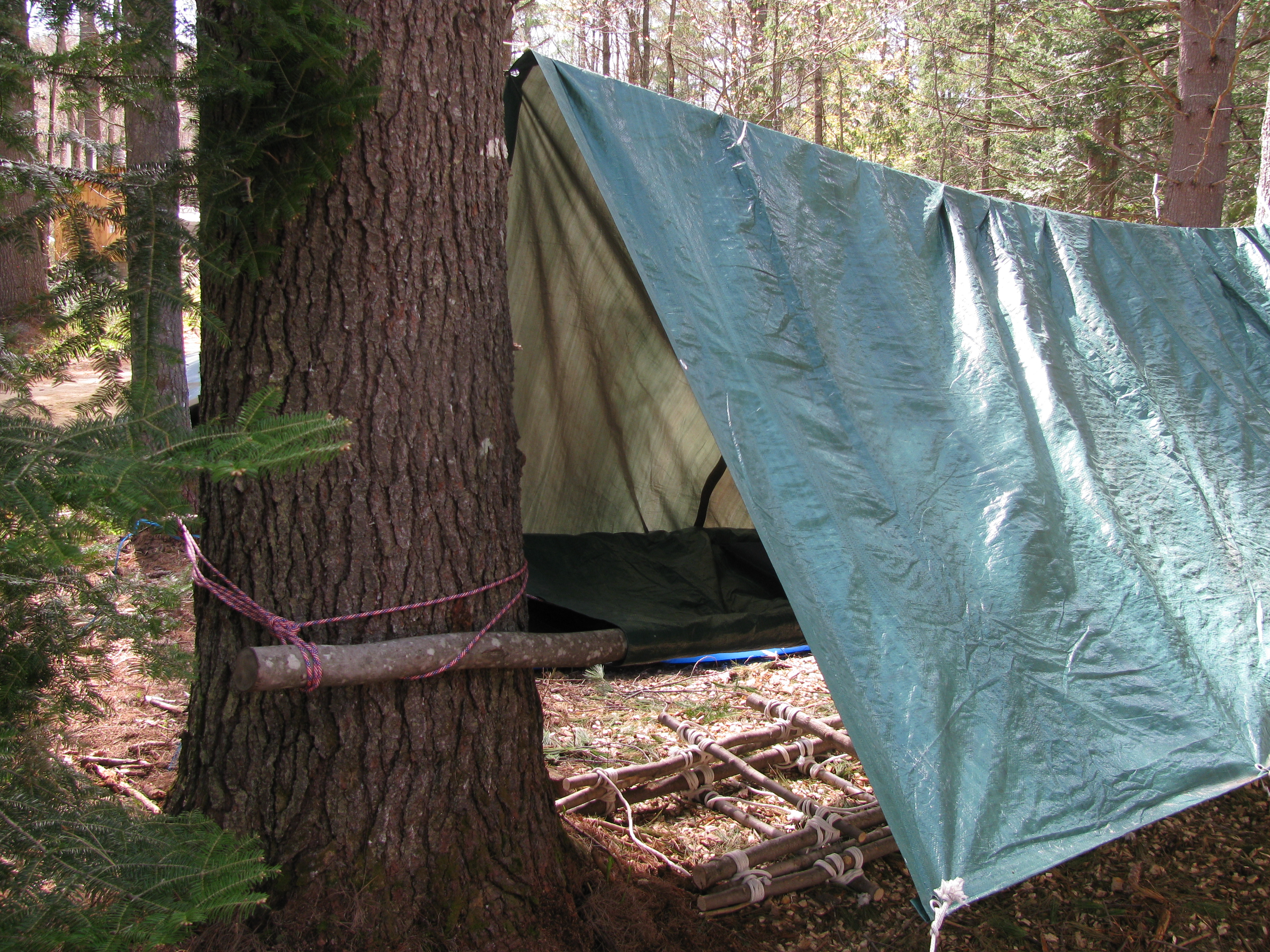
Двускатный шалаш упрощённой конструкции с установленной лежанкой

Гораздо удобней двускатный шалаш — он делается по тому же принципу, что и односкатный, но жерди-стропила укладываются по обе стороны несущего бруса. Одна сторона шалаша является входом, а вторая закрывается двумя жердями и прикрывается лапником. Для водонепроницаемости толщина покрытия шалаша должна быть не менее 20-25 см, с углом наклона скатов не менее 45°. Для устройства двускатного шалаша на 10 человек необходимо 20 штук 10-12-см жердей длиной 6,0 м, 40 штук 4-7-см жердей длиной 4 м, 2 м³ хвороста, 6 м³ хвои, лапника или соломы, 5 кг проволоки.
Простейший вариант данной конструкции: натянуть верёвку между двумя деревьями (кольями) затем перекинуть через него кусок плёнки (брезента, ткани) с тем расчётом чтобы верёвка находилась посередине, зафиксировать по меньшей мере 4 конца данного покрытия (колышками, поленьями, кусками дёрна, камнями). Для сооружения вполне подойдут два спасательных одеяла и кусок шпагата длиной 3-5 м. Для облегчения фиксации плёнки будет разумно прихватить с собой 3-10 зажимов (прищепок), вес всего данного комплекта как правило не превышает 200 г и он весьма компактен, основной минус это низкая ветроустойчивость конструкции.
Круглый шалаш
Для зимнего времени наиболее пригодны конусные шалаши с открытой горловиной, так как в них можно разводить костры, и они обеспечивают равный обогрев большому количеству людей, расположенных вокруг костра или печи-времянки. Требуют они немного времени на постройку и мало материалов. Заготавливают 20-30 жердей толщиной 7-12 см, длиной 4,5-5 м и устраивают из них конусный остов шатра. Их располагают так, чтобы расстояния между их нижними концами не превышали 50-60 см. Устойчивость всего остова обеспечивают тем, что все жерди опирают на треногу, связанную вверху проволокой. После установки остова между жердями вплетают обрешетку из коротких сучьев, без обрешётки шалаш возводится быстрее, но покрытие менее прочное и неплотное. Поверх этого остова набрасывают хвойные ветки слоем 15-20 см. Вверху оставляют открытое отверстие диаметром 0,9-1,0 м для выхода дыма от костра. Конусный шалаш примерно на 18 человек устраивают диаметром от 6 до 7 м.
В зимнее время в центре выкапывают приямок для костра глубиной 15-20 см с валиком вокруг для защиты ног от огня. Для лучшего горения к нему подводят канал сечением 20х20 см, (для доступа внешнего воздуха) перекрытый хворостом и засыпанный сверху землей. Снаружи конструкцию целесообразно на 1-1,5 м обсыпать снегом и уплотнить.

## Иллюстрации

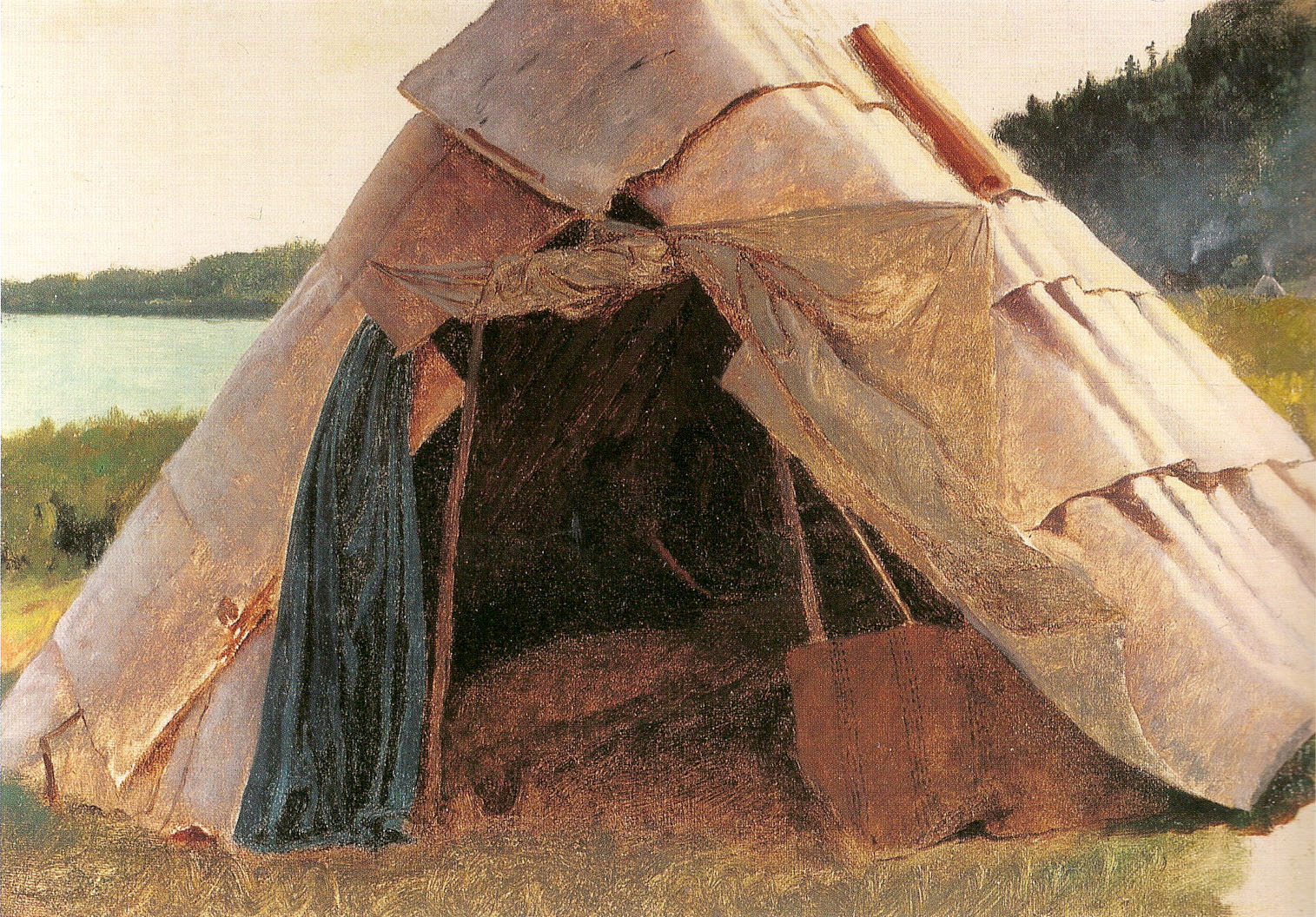
Вигвам оджибве, крытый берёзовой корой
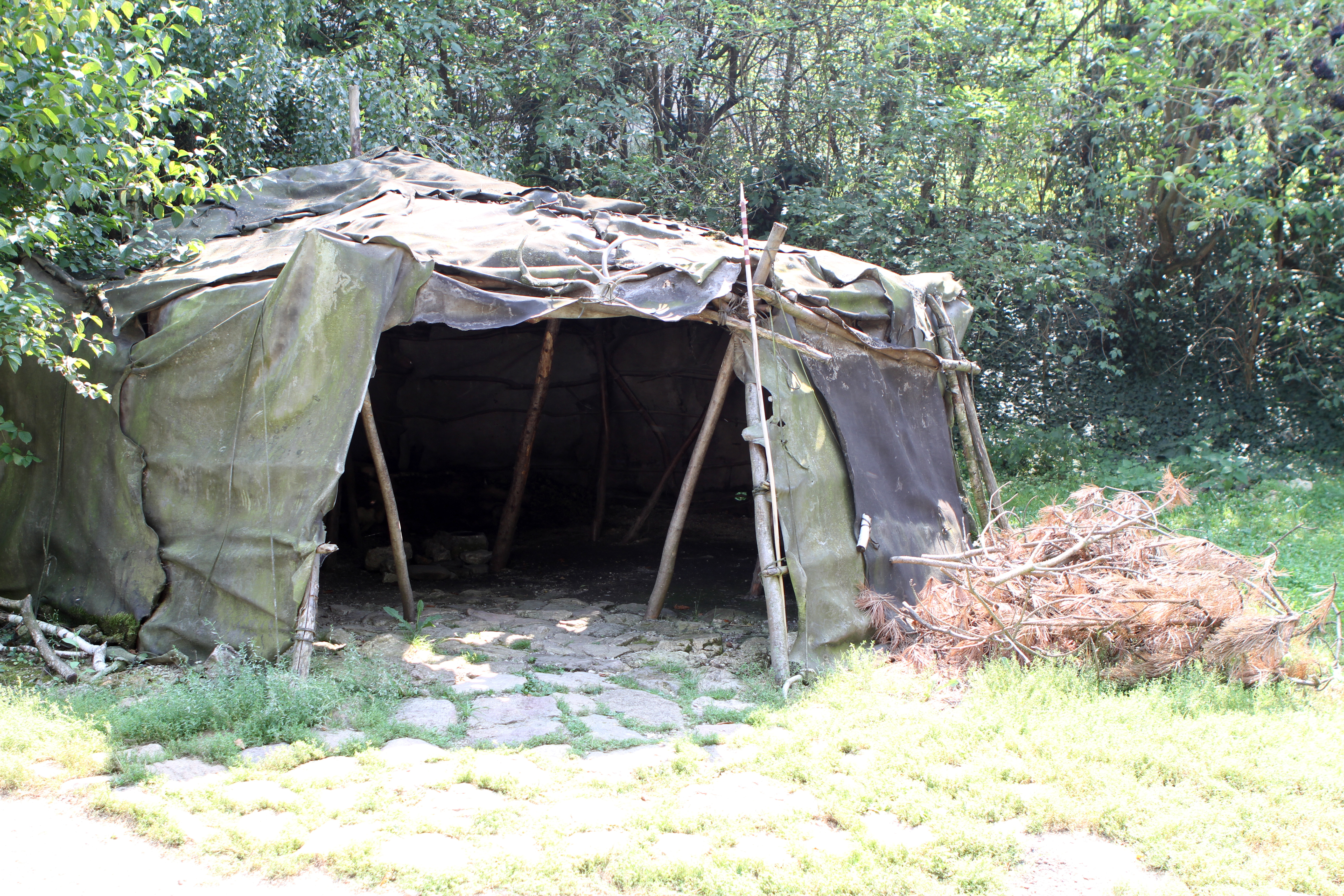
Реконструкция доисторического жилища из жердей и шкур